# یون اکستراند
یون اکستراند (سوئدی: Jon Ekstrand؛ زادهٔ ۱۴ دسامبر ۱۹۷۶) موسیقی‌دان و آهنگساز اهل سوئد است.

## گزیدهٔ فیلم‌شناسی
- موربیوس (۲۰۲۱)
- ملکه قلب‌ها (۲۰۱۹)
- حیات (۲۰۱۷)
- بوری در مقابل مک‌انرو (۲۰۱۷)
- کودک ۴۴ (۲۰۱۵)
- پول مفت ۳: زندگی لوکس (۲۰۱۳)
- پول مفت ۲: جان‌سخت (۲۰۱۲)
- پول مفت (۲۰۱۰)